# Котельников, Глеб Евгеньевич
Глеб Евге́ньевич Коте́льников (18 [30] января 1872, Санкт-Петербург — 22 января 1944, Москва) — офицер Русской императорской армии, акцизный чиновник, актёр, русский и советский изобретатель, создатель первого авиационного ранцевого парашюта (1912).

## Биография
Из потомственных дворян рода Котельниковых, православного вероисповедания.
Родился в 1872 году в Санкт-Петербурге в семье преподавателя механики и высшей математики, переехавшего с семьёй в 1868 году из Полтавы в столицу империи.
В 1873—1883 годах семья Котельниковых жила в Херсоне, затем в Минске, Вильно, Житомире, куда назначался на должность директора учительских институтов глава семейства, Евгений Григорьевич. Осенью 1883 года Котельниковы возвратились в Санкт-Петербург, а в 1889 году переехали на жительство в Полтаву.
Глеб Котельников был талантливым ребёнком, с детства пел, играл на скрипке, мастерил разные игрушки и технические изделия, увлекался театром, фотографией.
В 1883—1889 годах учился в Первой Санкт-Петербургской классической гимназии. Со смертью отца (в декабре 1889 года) мечты об учёбе в консерватории или технологическом институте пришлось отбросить, — назначенной матери пенсии едва хватало на скромное существование.

### Служба в Русской императорской армии
По достижении призывного возраста поступил в Полтаве на военную службу в 33-й Елецкий пехотный полк вольноопределяющимся 2-го разряда, в августе 1892 года был направлен на военно-училищные курсы Киевского пехотного юнкерского училища, по окончании которых в августе 1894 года произведён из юнкеров в подпоручики (со старшинством с 07.08.1893) и назначен на службу в 4-ю пешую вылазную батарею Ивангородской крепостной артиллерии (г. Демблин). В марте 1897 года переведен в кадровую резервную батарею 48-й артиллерийской бригады (г. Радин Седлецкой губернии), в июле 1898 года произведен в поручики.
Прослужив три года обязательной службы в офицерском чине, решил перейти на службу по гражданскому ведомству, и в декабре 1898 года был зачислен в запас полевой пешей артиллерии (по Полтавскому уезду).

### Служба в акцизном ведомстве
Уволившись в 1898 году из армии, вернулся в Полтаву, женился, поступил на службу в Полтавское губернское акцизное управление, на должность контролёра. В начале 1900 года переведен в станицу Каменскую Области Войска Донского представителем окружного акцизного управления, затем – в станицу Усть-Медведицкую помощником надзирателя окружного акцизного управления. В 1906 году был переведен в Сочинское окружное акцизное управление Черноморской губернии. Имел чин коллежского асессора.
В свободное от службы время занимался любимым делом: помогал организовывать любительские драматические кружки, сам иногда играл в спектаклях; продолжал изобретать и конструировать.
Актёрский талант Глеба Котельникова в полной мере раскрылся летом 1905 года, когда он, будучи в отпуске, в составе труппы театра Незлобина (Алябьева), на гастролях в Старой Руссе, сыграл роль Сатина в пьесе М. Горького «На дне» и ряд других ролей.
Увлечение театром не одобрялось начальством и не способствовало карьерному росту по службе. В 1910 году, прослужив 11 лет акцизным чиновником, Котельников ушёл в отставку с небольшой пенсией за выслугу 15 лет на государственной службе.

### В отставке
Весной 1910 года Глеб Котельников с семьёй переехал в Санкт-Петербург и осенью того же года был зачислен в драматическую труппу петербургского Народного дома (псевдоним — «Глебов-Котельников»). В 1910—1914 годах в спектаклях Народного дома Глеб Евгеньевич играл роли Свидригайлова в «Преступлении и наказании» Достоевского, Марка Волокова в «Обрыве» по одноимённому роману Ивана Гончарова, и многие другие.
Стал пробовать себя в драматургии. В Санкт-Петербурге в 1914 году вышли сочинённые им пьесы: «Миниатюры» (4 пьески), «Осел на водопое», «Загадки царевны Елены Прекрасной», «Жрец Озириса», «Соблазнительница».

#### Создание ранцевого парашюта
24 сентября (7 октября) 1910 года Котельников с женой присутствовал на Всероссийском празднике воздухоплавания. Под впечатлением увиденной им гибели лётчика Мациевича, решил заняться разработкой парашюта как индивидуального средства спасения авиаторов (существующие к тому времени парашюты были громоздки и не могли быть использованы пилотами и пассажирами аэропланов). До изобретения Котельникова лётчики пытались применять длинные сложенные «зонты», закреплённые на аэроплане. Их конструкция была очень ненадёжна, к тому же они сильно увеличивали вес самолёта, поэтому использовались крайне редко.
В октябре 1911 года изобретатель получил привилегию: «№ 50103, коллежскому асессору Г. Котельникову, — на спасательный ранец для авиаторов с автоматически выбрасываемым парашютом, — 27 октября 1911 года».
Парашют «РК-1» (ранцевый, Котельникова, модель первая) был разработан в течение 10 месяцев (работа над парашютом шла параллельно с актёрской).
2 июня 1912 года провели испытания с помощью автомобиля. Машину разогнали, и Котельников дёрнул за спусковой ремень. Привязанный за буксировочные крюки парашют мгновенно раскрылся, сила торможения передалась на автомобиль, заставив заглохнуть двигатель.
Показательное испытание своего парашюта Глеб Евгеньевич произвёл (6)19 июня 1912 года в гатчинском лагере Воздухоплавательной школы, возле деревни Сализи. На разных высотах с аэростата сбрасывался манекен массой около 80 кг с парашютом. Испытания прошли успешно.
Парашют имел круглую форму, укладывался в металлический ранец, расположенный на лётчике при помощи подвесной системы; причём конструктивно человек прикреплялся к парашюту в двух точках. На дне ранца под куполом располагались пружины, которые выбрасывали купол в поток, после того как прыгающий выдергивал вытяжное кольцо.
Зимой 1912—1913 года парашют РК-1 конструкции Г. Е. Котельникова был представлен коммерческой фирмой «Ломач и К°» на конкурс в Париже и Руане. 5 января 1913 года студент Петербургской консерватории Владимир Оссовский впервые прыгнул с парашютом РК-1 в Руане с 60-метровой отметки моста, перекинутого через Сену. Парашют сработал блестяще.
Вторую попытку зарегистрировать своё изобретение Котельников предпринял уже во Франции, получив 20 марта 1912 года патент за № 438 612.
Изобретение Котельникова получило признание за рубежом и использовалось в производстве парашютов. А царское правительство вспомнило о нём только в ходе Первой мировой войны.

### Первая мировая война
В декабре 1914 года 42-х летний отставной поручик Г. Е. Котельников был мобилизован в армию и определён на службу в Учебную автомобильную роту (г. Петроград). В феврале 1915 года переведен во 2-ю автомобильную роту железнодорожных войск. В июне 1915 года был командирован (в декабре 1915 года — переведен) в 15-ю автомобильную роту железнодорожных войск. В январе 1917 года был назначен обер-офицером для поручений по броневым частям при заведывающем автомобильной частью Армий Юго-Западного фронта, с зачислением по железнодорожным войскам.
В боях не участвовал. За отлично-усердную службу удостоен ордена Святого Станислава 3-й и 2-й степени.
Продолжал заниматься изобретательством. Во время войны военный лётчик Г. В. Алехнович убедил командование в необходимости снабжения экипажей многомоторных самолётов парашютами РК-1. В Главном военно-инженерном управлении постановили привлечь Котельникова к участию в изготовлении ранцевых парашютов для авиаторов. Было изготовлено 75 парашютов, но применения они не получили.

### Советское время
После Октябрьской революции Глеб Котельников остался в Советской России. Жил с семьёй в Петрограде — Ленинграде. Новая власть отнеслась к актёру и изобретателю парашютов благосклонно. Котельников продолжал работать над усовершенствованием ранцевого парашюта, в результате чего появились новые модели — РК-2 (в 1923 году), затем РК-3 с мягким ранцем, на который 4 июля 1924 года был получен патент за № 1607. В том же 1924 году Котельников изготовил грузовой парашют РК-4 с куполом диаметром 12 м. На этом парашюте можно было опускать груз массой до 300 кг, однако применения он не получил. В 1926 году Котельников передал все свои изобретения Советскому правительству.
Одновременно в 1920-х годах Глеб Котельников выступал на сценах советских драматических театров, был режиссёром спектаклей. В 1930-х годах, будучи на пенсии, писал книги для советской молодёжи, — автор книг, вышедших массовыми тиражами: «История одного изобретения. Русский парашют» (1939), «Парашют» (1943).
Во время Великой Отечественной войны, в конце декабря 1941 года, был эвакуирован из блокадного Ленинграда в Москву.
В январе 1944 года Указом Президиума Верховного Совета СССР № 216/91 от 22.01.1944 «О награждении орденами и медалями работников Лёгкой промышленности» конструктор первого русского парашюта Глеб Евгеньевич Котельников был награждён орденом Красной Звезды.
Умер 22 ноября 1944 года в Москве. Похоронен на Новодевичьем кладбище. Его могила является местом паломничества парашютистов, которые привязывают к деревьям около его могилы ленточки для затяжки парашютов («тявочки»).

## Изобретения
- Ранцевый парашют «РК-1» и усовершенствованные его модели «РК-2», «РК-3», ряд грузовых парашютов.
- «Автоматическая песочница для трамвайных вагонов»
- «Приспособление для автоматической смазки рельсов на криволинейных участках пути»
- «Аппарат для автоматической подачи песка на рельсы при буксовании колёс»
- «Машина для нанесения сургучных печатей на пакеты»
- «Респиратор»
- «Машина для штемпелевания»
- «Приспособление для пломбирования»
- «Копилка»
- «Аппарат для штемпелевания пакетов разной толщины»
- «Картотека»
- «Прибор для определения кривизны буровых скважин»
- «Приспособление для торможения поезда с пути»
- «Приспособление для подачи определённого количества жидкой смолы»
- «Устройство в парашюте для регулирования скорости спуска»
- «Способ уничтожения кувыркания в воздухе при парашютном затяжном прыжке»
- «Способ уничтожения акролеина, выделяющегося при варке олифы»
- «Приспособление для автоматического открытия парашютного ранца»

## Публикации
- Котельников Г.Е. История одного изобретения: русский парашют. — М.—Л.: Детиздат., 1938. — С. 88, илл.
- Котельников Г.Е. История одного изобретения: русский парашют. — М.—Л.: Детиздат, 2-е изд., испр. и доп., 1939. — С. 107, илл.
- Котельников Г.Е. Парашют. — М.—Л.: Детгиз, 1943. — С. 125, илл.

## Награды
Российской империи:
- Медаль «В память царствования императора Александра III» (1896)
- Орден Святого Станислава 3-й степени, — «За отлично-ревностную службу и особые труды, вызванные обстоятельствами текущей войны» (ВП от 30.07.1915)[11]
- Орден Святого Станислава 2-й степени , — «За отлично-усердную службу и труды, понесённые во время военных действий» (ВП от 05.02.1917)[12]

СССР:
- Знак «Конструктор парашютов» (1934)[13]
- Орден Красной Звезды (1944)[14]

## Семья
- Отец, Евгений Григорьевич Котельников (1843—1889), — родился в Полтаве в семье учителя математики. Окончил Полтавский кадетский корпус, в 1861 году поступил в Харьковский университет на физико-математический факультет, по окончании которого написал кандидатскую диссертацию. В 1868—1873 годах преподавал математику и механику в петербургских Земледельческом училище и Технологическом институте. В 1873—1883 годах преподавал в Херсоне в сельскохозяйственном училище, затем в Минске, в Вильно и в Житомире был директором местных учительских институтов. В 1883—1889 годах преподавал в С.-Петербурге. Автор популярных учебников по элементарной механике для средней школы. Умер в Полтаве в декабре 1889 года.
- Мать, Екатерина Ивановна Котельникова, — дочь бывшего крепостного, ставшего известным художником, — преподавателя рисования Полтавского кадетского корпуса Ивана Зайцева; превосходно играла на фортепиано, обладала мелодичным голосом.
- Братья: старший брат Борис (1865 г.р.); младший брат Евгений, — участник Первой мировой войны, титулярный советник, интендант штаба 11-й армии, кавалер ордена Святой Анны 3-й степени[15][16].
- Жена, Юлия Васильевна Котельникова (1878—1951), — дочь статского советника, известного полтавского художника Волкова Василия Алексеевича, художница, работавшая в манере резьбы миниатюр на кости.
- Дети: сын Анатолий (1899—1964), дочь Тамара (умерла в детстве), сын Юрий (умер в младенчестве).
  - Сын Анатолий Глебович Глебов (Котельников), — советский писатель, драматург.

## Память
- Деревня Сализи, где впервые испытывался парашют Котельникова, 1 августа 1949 года была переименована в Котельниково.
- Недалеко от полигона, где в 1911—1912 годах проводились испытания ранцевого парашюта, сооружён памятный знак с изображением парашюта.
- В Санкт-Петербурге имеется аллея Котельникова.
- В Иванове 26 ноября 2019 года, по инициативе АО «Полёт» Ивановский парашютный завод, изобретателю первого ранцевого парашюта Глебу Котельникову установлен памятник[17].
- В Полтаве, на фасаде здания, где в 1889—1890 годах жила семья Котельниковых, Глебу Котельникову установлена мемориальная доска.
- В 2012 году общественными организациями ВДВ России в честь Глеба Котельникова изготовлена памятная медаль «100 лет Ранцевому Парашюту. 1912—2012 Г.Е. Котельников».
- 10 сентября 2016 года открыта стела «Город воинской славы» в Гатчине, один из барельефов которой посвящён испытанию парашюта.

### Адреса в Санкт-Петербурге—Петрограде—Ленинграде
- 1912—1941 годы — 14-я линия, 31, кв. 20.